# Beam of Prism
Beam of Prism es el primer EP y álbum debut del grupo femenino de Corea del Sur Viviz. Fue lanzado por BPM Entertainment el 9 de febrero de 2022 y distribuido por Kakao Entertainment. El álbum contiene siete canciones, incluido el sencillo principal titulado «Bop Bop!».

## Antecedentes y lanzamiento
En octubre de 2021, tras la  disolución de GFriend en mayo del mismo año, se anunció que Eunha, SinB y Umji firmaron con la agencia BPM Entertainment y que formarían parte del grupo Viviz. El 24 de enero de 2022, la empresa publicó un video promocional con el que anunció que Viviz debutaría el 9 de febrero. Además, confirmó que su primera producción musical sería un miniálbum titulado Beam of Prism.
Entre el 27 y el 30 de enero de 2022, se lanzaron fotos conceptuales de las miembros de Viviz como parte de la promoción del álbum, mientras que el 2 de febrero se reveló la lista de canciones del EP; en total, el EP contendría siete canciones, entre ellas el sencillo «Bop Bop!».

## Recepción

### Comentarios de la crítica
Rhian Daly de la revista británica especializada en crítica musical NME dijo: «Su lanzamiento debut es un disco con un nombre acertado. Brilla fuertemente con el tipo de espíritu rejuvenecido que proviene de resucitar tus sueños y darles una segunda vida, pero su brillo no es directo, se dobla y gira de formas inesperadas como si estuviera brillando contra el prisma titular. Es ligeramente impredecible en algunos lugares, pero de una manera que lo atrae en lugar de mantenerlo a distancia». Además resalto las cualidades de cada una de las canciones, refiriéndose a «BOP BOP!» como «refrescante e ingeniosa, con recursos innovadores»; también menciona cómo la escénica de GFriend se puede escuchar en «Mirror» contrastando con «Tweet Tweet», que es «una nueva versión de sí mismo para el grupo»; sin embargo menciona que «hay momentos que se sienten como oportunidades perdidas... aún así, estas son quejas menores».

## Lista de canciones
| CD    |                   |                                       |                                                                         |                                               |          |  |
| N.º   | Título            | Letras                                | Música                                                                  | Arreglos                                      | Duración |  |
| 1.    | «Intro»           |                                       | Im Sooho (PAPERMAKER), Woong Kim (PAPERMAKER), PAPERMAKER               | Im Sooho (PAPERMAKER), Woong Kim (PAPERMAKER) | 1:01     |  |
| 2.    | «Bop Bop!»        | Hwang Yoo Bin, Mi Lee Mu (PAPERMAKER) | Im Sooho (PAPERMAKER), Woong Kim (PAPERMAKER), Anna Timgren, PAPERMAKER | Im Sooho (PAPERMAKER), Woong Kim (PAPERMAKER) | 3:39     |  |
| 3.    | «Fiesta»          | danke (lalala studio)                 | Ryan S. Jhun, Scott Russell Stoddart, Daniel Kim, Kuzzi                 | Ryan S. Jhun, Scott Russell Stoddart          | 3:31     |  |
| 4.    | «Tweet Tweet»     | Hwang Yoo Bin                         | Moonshine, Kim Yeon Seo, Ellen Berg                                     | Moonshine                                     | 3:11     |  |
| 5.    | «Lemonade»        | Lee Jin (153/Joombas)                 | David Amber (153/Joombas), Andreas Oberg                                | David Amber (153/Joombas)                     | 3:43     |  |
| 6.    | «Love You Like»   | Lee Seu Ran, Umji                     | Ryan S. Jhun, Jeppe London Bilsby, Celine Svanbäck, Svea Kågemark       | Ryan S. Jhun, Jeppe London Bilsby             | 3:30     |  |
| 7.    | «Mirror» (거울아) | YOSKE                                 | EastWest, YOSKE                                                         | EastWest                                      | 3:24     |  |
| 21:59 |                   |                                       |                                                                         |                                               |          |  |

## Posicionamiento en listas
| Lista (2022)                     | Mejor posición |
| -------------------------------- | -------------- |
| Corea del Sur (Gaon Album Chart) | 2              |
| Japón (Oricon Chart)             | 42             |

| Lista (2022)                     | Mejor posición |
| -------------------------------- | -------------- |
| Corea del Sur (Gaon Album Chart) | 8              |

## Historial de lanzamiento
| País          | Fecha                 | Formato                     | Sello                                  |
| ------------- | --------------------- | --------------------------- | -------------------------------------- |
| Corea del Sur | 9 de febrero de 2022  | Descarga digital, streaming | BPM Entertainment, Kakao Entertainment |
| Corea del Sur | 10 de febrero de 2022 | CD                          | BPM Entertainment, Kakao Entertainment |